# Slanutak
Slanutak (lat. Cicer) je  maleni biljni rod smješten u vlastiti tribus Cicereae, porodica mahunarki. Postoje dvije priznate vrste od kojih je najpoznatiji slanutak ili slani grah (slanac, cicerica) koji je porijeklom vjerojatno iz jugozapadne Azije. Na popisu je četrdesetak vrsta slanutka koji su autohtoni u nekim dijelovima Azije, Sredozemlja i Afrike.

## Vrste
1. Cicer acanthophyllum Boriss.
2. Cicer anatolicum Alef.
3. Cicer arietinum L.
4. Cicer atlanticum Coss. ex Maire
5. Cicer balcaricum Galushko
6. Cicer baldshuanicum (Popov) Lincz.
7. Cicer bijugum Rech.f.
8. Cicer canariense A.Santos & G.P.Lewis
9. Cicer chorassanicum (Bunge) Popov
10. Cicer cuneatum Hochst. ex A.Rich.
11. Cicer echinospermum P.H.Davis
12. Cicer fedtschenkoi Lincz.
13. Cicer flexuosum Lipsky
14. Cicer floribundum Fenzl
15. Cicer garanicum Boriss.
16. Cicer graecum Orph. ex Boiss.
17. Cicer grande (Popov) Korotkova
18. Cicer heterophyllum Contandr., Pamukç. & Quézel
19. Cicer incanum Korotkova
20. Cicer incisum (Willd.) K.Malý
21. Cicer isauricum P.H.Davis
22. Cicer kermanense Bornm.
23. Cicer kopetdaghense Lincz.
24. Cicer korshinskyi Lincz.
25. Cicer laetum Rassulova & B.A.Sharipova
26. Cicer luteum Rassulova & B.A.Sharipova
27. Cicer macracanthum Popov
28. Cicer microphyllum Royle ex Benth.
29. Cicer minutum Boiss. & Hohen.
30. Cicer mogoltavicum (Popov) A.S.Korol.
31. Cicer montbretii Jaub. & Spach
32. Cicer multijugum Maesen
33. Cicer nuristanicum Kitam.
34. Cicer oxyodon Boiss. & Hohen.
35. Cicer paucijugum (Popov) Nevski
36. Cicer pinnatifidum Jaub. & Spach
37. Cicer pungens Boiss.
38. Cicer rechingeri Podlech
39. Cicer reticulatum Ladiz.
40. Cicer songaricum Stephan ex DC.
41. Cicer spiroceras Jaub. & Spach
42. Cicer stapfianum Rech.f.
43. Cicer subaphyllum Boiss.
44. Cicer tragacanthoides Jaub. & Spach
45. Cicer uludereensis Dönmez
46. Cicer yamashitae Kitam.